# Landdagverkiezingen in Karinthië 2018
De eenentwintigste Landdagverkiezingen in de deelstaat Karinthië vonden op zondag, 4 maart 2018 plaats.

## Resultaten
De Sozialdemokratische Partei Österreichs (SPÖ) van  Peter Kaiser, de huidige gouverneur van Karinthië bleef veruit de grootste partij en kreeg er, na de telling van de stemmen die per post opgestuurd waren, vier zetels bij (één meer dan bij de voorlopige uitslag van zondag), waardoor ze de helft van de zetels in de nieuwe Landdag van Karinthïë heeft. De FPÖ kreeg er drie zetels bij. De ÖVP kreeg er, na de telling van de stemmen die per post opgestuurd waren, één zetel bij. Team Kärnten, de opvolger van Team Stronach Kärnten, was de vierde en laatste partij die de kiesdrempel haalde en komt met drie zetels in de Landdag van Karinthië. De overige partijen haalden de kiesdrempel niet, waardoor die Grünen en BZÖ geen zetels in de Landdag van 2018 hebben.
Er werden 297.918 stemmen afgegeven, waarvan er 294.092 geldig waren.
| Partij | Partij                                                     | Lijsttrekker                   | Aantal  | Percentage | Verschil | Aantal | Verschil |
| ------ | ---------------------------------------------------------- | ------------------------------ | ------- | ---------- | -------- | ------ | -------- |
|        | Sozialdemokratische Partei Österreichs (SPÖ)               | Peter Kaiser                   | 140.994 | 47,9%      | +10,7%   | 18     | 4        |
|        | Freiheitliche Partei Österreichs (FPÖ)                     | Gernot Darmann                 | 67.538  | 23,0%      | +6,1%    | 9      | 3        |
|        | Österreichische Volkpartei (ÖVP) (of Kärntner Volkspartei) | Christian Benger               | 45.438  | 15,45%     | +1,1%    | 6      | 1        |
|        | Die Grünen - Die Grüne Alternative (GRÜNE)                 | Rolf Holub                     | 9.188   | 3,1%       | -9,0%    | 0      | 5        |
|        | Team Kärnten (TK)                                          | Gerhard Köfer                  | 16.667  | 5,7%       | -5,5%    | 3      | 1        |
|        | Bündnis Zukunft Österreich (BZÖ)                           | Helmut Nikel                   | 1.075   | 0,4%       | -6,0%    | 0      | 2        |
|        | Verantwortung ERDE                                         | Gerald Dobernig                | 5.441   | 1,85%      | +1,9%    | 0      | NIEUW    |
|        | NEOS & Mein Südkärnten – Moja Južna Koroška                | Markus Unterdorfer-Morgenstern | 6.307   | 2,1%       | +2,1%    | 0      | NIEUW    |
|        | Für alle interessierten Reformer (FAIR)                    |                                | 622     | 0,2%       | +0,2%    | 0      | NIEUW    |
|        | Kommunististische Partei Österreichs (KPÖ)                 | Bettina Pirker                 | 822     | 0,3%       | -0,2%    | 0      | 0        |
| Totaal | Totaal                                                     |                                | 294.092 | 100,0%     |          | 36     | 0        |

In Karinthië is het proportionaliteitsprincipe afgeschaft, waardoor alleen de partijen die een regeerakkoord sluiten in de Landesregierung vertegenwoordigd zullen zijn en niet meer alle partijen vanaf een bepaald aantal zetels.

## Coalitievorming
Gouverneur Peter Kaiser sprak in de eerste week na de verkiezingen met alle partijen die geen zetels in de Karinthische Landdag hadden gewonnen. In de week daarop sprak hij met alle partijen die wel in de nieuwe Landdag vertegenwoordigd zullen zijn. Aan het eind van die week deelde Peter Kaiser mee dat de SPÖ ervoor gekozen had om met de ÖVP te gaan onderhandelen voor de vorming van een nieuwe regering.
De ÖVP had een team van elf onderhandelaars. De eerste ronde van de onderhandelingen vond op dinsdag, 20 maart 2018 in de ruimte van de SPÖ-fractie in Klagenfurt plaats. Op 24 maart was de tweede ronde. Bij de onderhandelingen van 28 maart kwamen de SPÖ en de ÖVP tot een overeenkomst. De SPÖ zou vijf regionale ministers (Landräte) en de ÖVP twee regionale ministers leveren voor de nieuwe regering van Karinthië.
Op woensdag, 4 april 2018 trad Christian Benger terug als fractievoorzitter en partijchef van de ÖVP. Hij werd opgevolgd door de burgemeester van Kappel am Krappfeld, Martin Gruber. Christian Benger bleef wel parlementariër voor de ÖVP in de Karinthische Landdag. De SPÖ stelde de ÖVP een ultimatum tot 5 april 20.00 uur om in te stemmen met drie eisen voor de voortzetting van de coalitie met de ÖVP, namelijk dat het unanimiteitsprincipe voor de regering van Karinthië wordt afgeschaft, dat de overeenkomsten van 28 maart zouden blijven gelden en dat de ÖVP van Karinthië zich bij de onderhandelingen met de regering van Oostenrijk actief voor het pakket van Karinthië zou inzetten. Martin Gruber vond het geen bezwaar.

## Installatie van de nieuwe regering
Op 12 april 2018 kwam de Karinthische Landdag voor het eerst in zijn nieuwe samenstelling bijeen. De zesendertig afgevaardigden werden op die dag beëdigd. De nieuwe regering van Karinthië werd met tweederdemeerderheid van de nieuwe Landdag, precies het aantal stemmen van de SPÖ en ÖVP samen, gekozen. De nieuwe regering bestaat uit zeven regionale ministers (Landräte), vijf van de SPÖ en twee van de ÖVP. Drie regionale ministers van de SPÖ zaten ook in de vorige regering van Karinthië, namelijk Peter Kaiser, Beate Prettner en Gaby Schaunig. De vier nieuwe regionale ministers, twee van de SPÖ (Daniel Fellner en Sara Schaar) en twee van de ÖVP (Martin Gruber en Ulrich Zafoschnig), werden op dezelfde dag beëdigd. Sara Schaar was hiervoor SPÖ-parlementariër in de Oostenrijkse Nationale Raad.
Gouverneur Peter Kaiser vertelde in de Landdag dat dit de eerste regering van Karinthië is die een coalitieregering is en een oppositie heeft. Het is zijn tweede regering, maar zijn eerste regering na de grondwetswijziging. Op 16 april 2018 werd Peter Kaiser met de woorden "Ich gelobe" voor zijn tweede termijn als gouverneur beëdigd bij president Van der Bellen.

## Afschaffing unanimiteitsprincipe
Op 17 april 2018 besloot de nieuwe regering van Karinthië om het "Einstimmigkeitsprinzip" (het unanimiteitsprincipe) voor de regering af te schaffen. Daardoor is het voor de regering mogelijk besluiten te nemen met een meerderheid van de regionale ministers (Landräte) van Karinthië en hoeven niet meer, zoals voorheen, alle regionale ministers van Karinthië met die besluiten in te stemmen. Daardoor kan de SPÖ voortaan ook zonder instemming van de ÖVP besluiten nemen. De Landdag moet dit wetsvoorstel bij de volgende sessie in mei nog goedkeuren.
Beide oppositiepartijen, FPÖ en Team Kärnten, hadden kritiek op deze wetswijziging en spraken van een "Machtrausch" (machtsextase) en "Machtmissbrauch" (machtsmisbruik).
Andreas Scherwitzl, de tweede man bij de SPÖ, verdedigde het besluit in een tv-programma. Door de wijziging zou de regering in staat blijven om te handelen en zou inmenging van buitenaf in de belangen van de regering van Karinthië niet mogelijk zijn.

## Voetnoten
1. ↑  De NEOs hadden met Mein Südkärnten – Moja Južna Koroška (Duits en Sloveens, vertaling: "Mijn Zuid-Karinthië") een gezamenlijke lijst.
2. ↑  (de) Kaiser stellt ÖVP Ultimatum, website van de Oostenrijkse omroep ORF, 5 april 2018
3. ↑  ORF, Kärnten heute, 17, 20, 24 en 28 maart en 13 april 2018
4. ↑  Kärnten heute, 13 april 2018
5. ↑  ORF, Kärnten heute, 16 april 2018
6. ↑  ORF, Kärnten heute, 17 april 2018
7. ↑  https://kaernten.orf.at/news/stories/2907382/ website ORF, 17 april 2018